# Diócesis de Drohiczyn
La diócesis de Drohiczyn (en latín: Dioecesis Drohiczinen(sis) y en polaco: Diecezja drohiczyńska) es una circunscripción eclesiástica de la Iglesia católica en Polonia. Se trata de una diócesis latina, sufragánea de la arquidiócesis de Białystok. Desde el 17 de junio de 2019 su obispo es Piotr Sawczuk.

## Territorio y organización

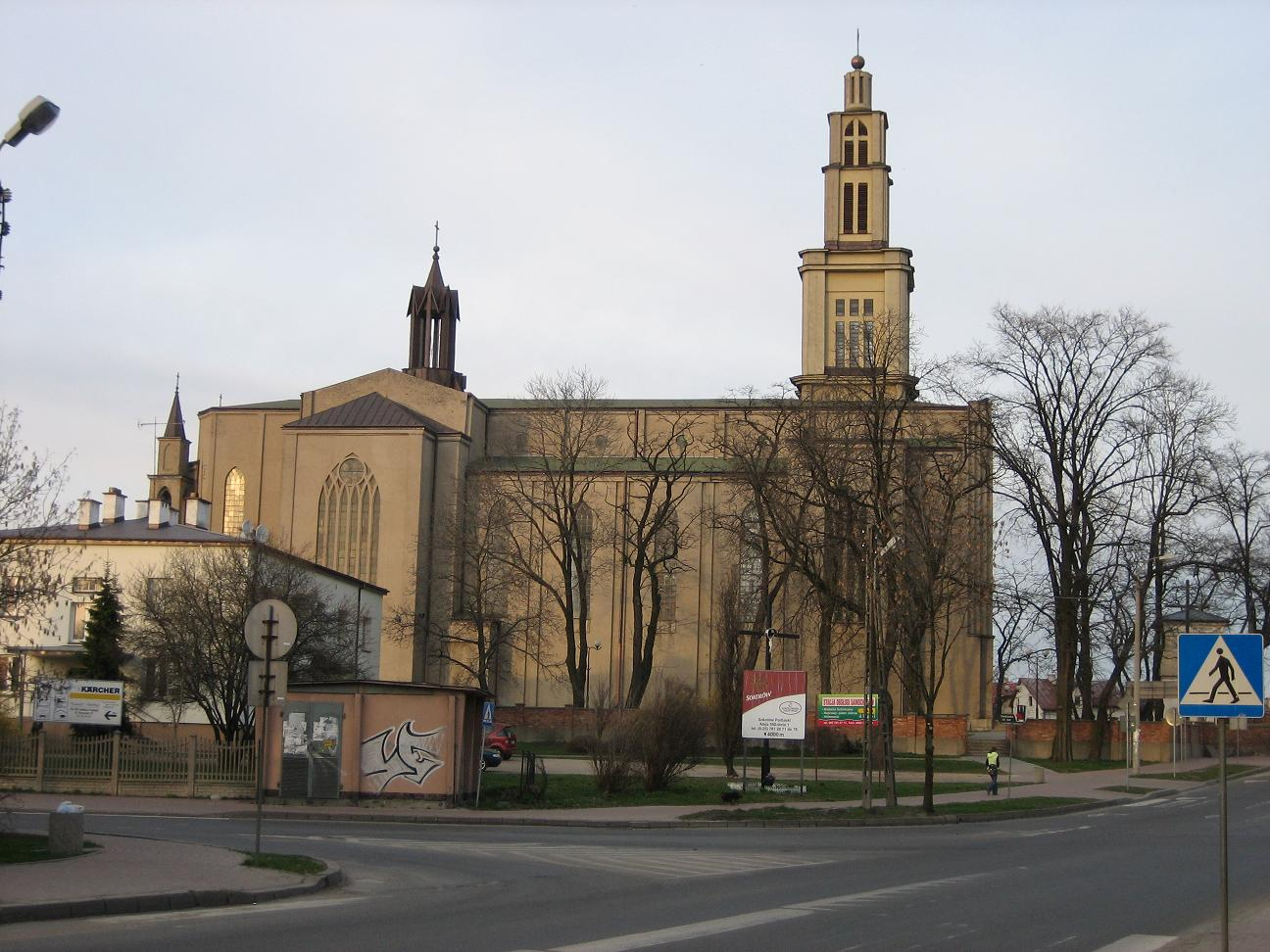
Concatedral del Corazón Inmaculado de María

La diócesis tiene 8000 km² y extiende su jurisdicción sobre los fieles católicos de rito latino residentes en parte meridional del voivodato de Podlaquia. Al oeste se encuentra la diócesis de Varsovia-Praga, al suroeste la diócesis de Łomża, al noreste la sede metropolitana de Białystok, al este la diócesis de Pinsk en Bielorrusia y al sur la diócesis de Siedlce.

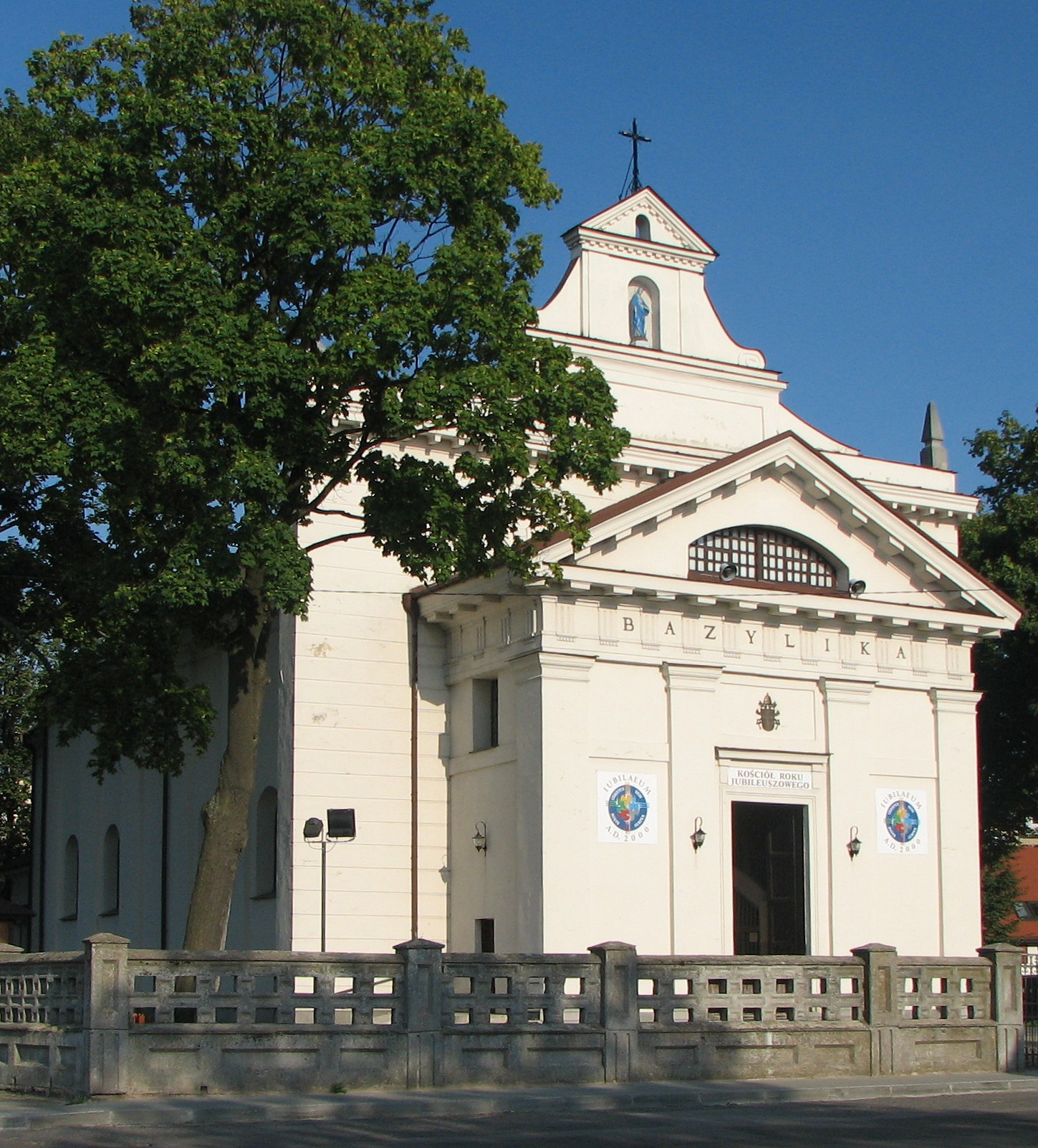
Basílica de la Natividad de la Santísima Virgen María y San Nicolás, en Bielsk Podlaski

La sede de la diócesis se encuentra en la ciudad de Drohiczyn, en donde se halla la Catedral de la Santísima Trinidad. En Sokołów Podlaski se encuentra la Concatedral del Corazón Inmaculado de María. En el territorio de la diócesis se encuentran 3 basílicas menores: la basílica de la Natividad de la Santísima Virgen María y San Nicolás, en Bielsk Podlaski; la basílica de la Santísima Trinidad y Santa Ana, en Prostyń; la basílica de la Asunción de la Virgen María, en Węgrów.
En 2023 en la diócesis existían 98 parroquias agrupadas en 11 decanatos: Bielski, Brański, Ciechanowiecki, Drohiczyński, Hajnowski, Łochowski, Sarnacki, Siemiatycki, Sokołowski, Sterdyński y Węgrowski.

## Historia
La diócesis fue erigida el 5 de junio de 1991 durante la visita apostólica del papa Juan Pablo II, obteniendo su territorio de la diócesis de Pinsk. La nueva diócesis incluía la parte de la diócesis de Pinsk que, tras el final de la Segunda Guerra Mundial y el nacimiento de la nueva frontera estatal entre Polonia y Bielorrusia, permaneció en territorio polaco.
El 25 de marzo de 1992, como parte de la reorganización de las diócesis polacas deseada por el papa Juan Pablo II con la bula Totus Tuus Poloniae populus, se amplió incorporando porciones de territorio que pertenecían a la diócesis de Siedlce y al mismo tiempo tiempo pasó a formar parte de la provincia eclesiástica de la arquidiócesis de Białystok.

## Estadísticas
Según el Anuario Pontificio 2024 la diócesis tenía a fines de 2023 un total de 178 000 fieles bautizados.
| Año                                                                             | Población            | Población | Población      | Sacerdotes | Sacerdotes    | Sacerdotes    | Bautizados por sacerdote | Diáconos permanentes | Religiosos | Religiosos | Parroquias |
| Año                                                                             | Bautizados católicos | Total     | % de católicos | Total      | Clero secular | Clero regular | Bautizados por sacerdote | Diáconos permanentes | Varones    | Mujeres    | Parroquias |
| ------------------------------------------------------------------------------- | -------------------- | --------- | -------------- | ---------- | ------------- | ------------- | ------------------------ | -------------------- | ---------- | ---------- | ---------- |
| 1999                                                                            | 212 840              | 308 740   | 68.9           | 182        | 169           | 13            | 1169                     |                      | 17         | 108        | 93         |
| 2000                                                                            | 212 800              | 308 700   | 68.9           | 187        | 174           | 13            | 1137                     |                      | 17         | 107        | 93         |
| 2001                                                                            | 208 025              | 293 468   | 70.9           | 186        | 173           | 13            | 1118                     |                      | 16         | 108        | 93         |
| 2002                                                                            | 208 130              | 293 589   | 70.9           | 199        | 186           | 13            | 1045                     |                      | 16         | 111        | 93         |
| 2003                                                                            | 206 140              | 291 580   | 70.7           | 196        | 181           | 15            | 1051                     |                      | 19         | 111        | 95         |
| 2004                                                                            | 206 000              | 292 000   | 70.5           | 203        | 185           | 18            | 1014                     |                      | 24         | 118        | 95         |
| 2006                                                                            | 210 000              | 295 000   | 71.2           | 208        | 192           | 16            | 1009                     |                      | 21         | 122        | 96         |
| 2013                                                                            | 210 200              | 290 400   | 72.4           | 233        | 213           | 20            | 902                      |                      | 22         | 116        | 98         |
| 2016                                                                            | 208 400              | 288 000   | 72.4           | 237        | 217           | 20            | 879                      |                      | 22         | 109        | 98         |
| 2019                                                                            | 181 600              | 249 500   | 72.8           | 235        | 216           | 19            | 772                      |                      | 21         | 109        | 98         |
| 2021                                                                            | 177 100              | 235 100   | 75.3           | 231        | 210           | 21            | 766                      |                      | 23         | 103        | 98         |
| 2023                                                                            | 178 000              | 236 200   | 75.4           | 229        | 210           | 19            | 777                      |                      | 20         | 100        | 98         |
| Fuente: Catholic-Hierarchy, que a su vez toma los datos del Anuario Pontificio. |                      |           |                |            |               |               |                          |                      |            |            |            |

## Episcopologio

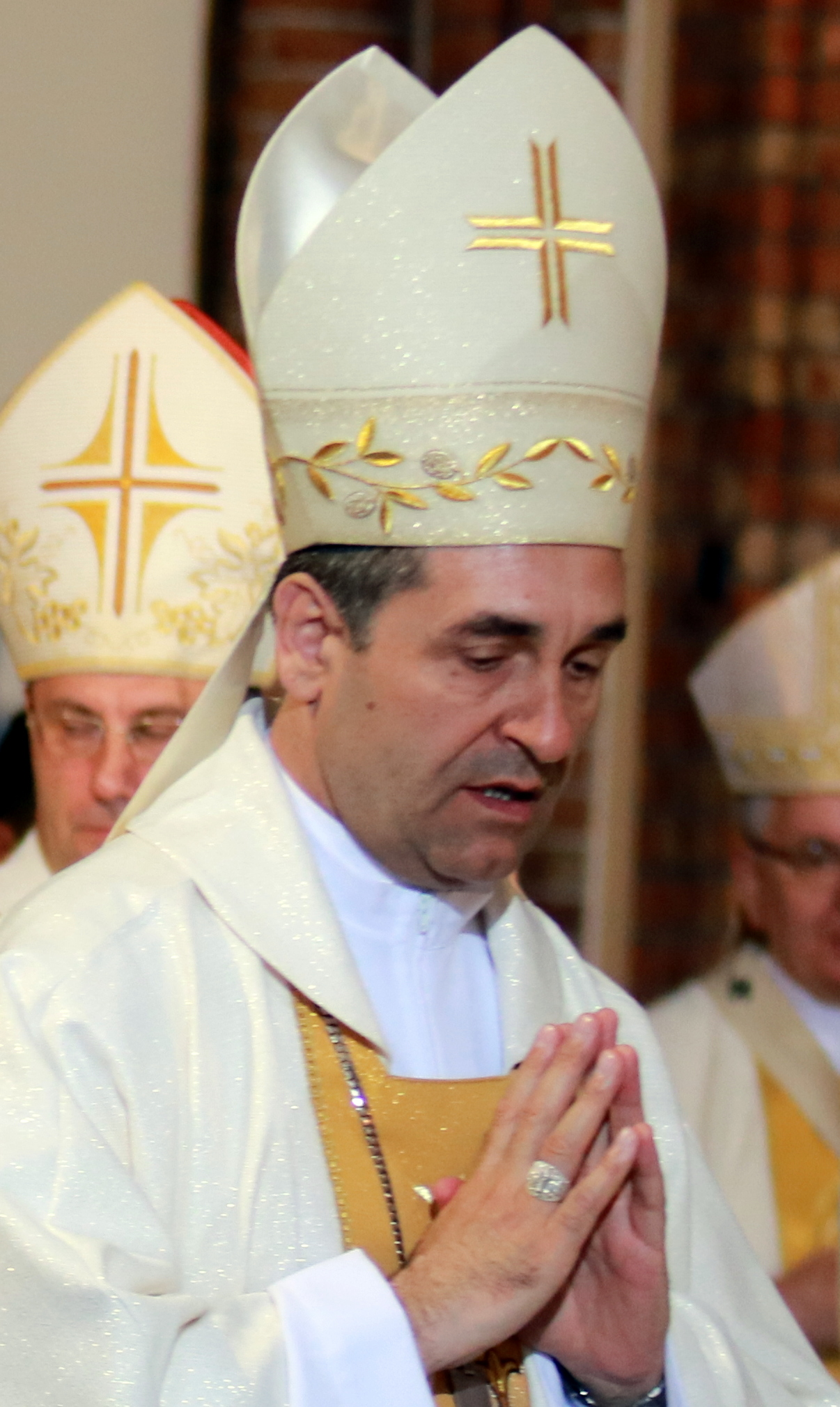
Piotr Sawczuk, obispo de Drohiczyn desde 2019

- Władysław Jędruszuk † (5 de junio de 1991-25 de mayo de 1994 falleció)
- Antoni Pacyfik Dydycz, O.F.M.Cap. (20 de junio de 1994-29 de marzo de 2014 retirado)
- Tadeusz Pikus (29 de marzo de 2014-17 de junio de 2019 renunció)
- Piotr Sawczuk, desde el 17 de junio de 2019